# 石見川本車站
34°59′28.58″N 132°29′33.35″E / 34.9912722°N 132.4925972°E
石見川本車站（日语：／ Iwami-Kawamoto eki */?）曾是屬於西日本旅客鐵道（JR西日本）三江線的鐵路車站，位於島根縣邑智郡川本町。此站是三江線少數每日平均乘車人數超過10人的主要車站，售票業務委託JR西日本的子公司JR西日本米子Maintec（ジェイアール西日本米子メンテック）派員駐站進行。
三江線活化協議會將此站暱稱命名為「八幡」，取自島根縣西部與廣島縣西北部流傳的傳統神樂——石見神樂。

## 歷史
- 1934年（昭和9年）11月8日 - 三江線石見川越車站至此車站通車，車站開始營運，當時為終點站。
- 1935年（昭和10年）12月2日 - 三江線延伸至石見簗瀨車站，此站成為中途站。
- 1955年（昭和30年）3月31日 - 隨著三江南線通車營運，原本的三江線更名為三江北線。
- 1975年（昭和50年）8月31日 - 三江南線的口羽車站與三江北線的濱原車站之間銜接路段完工通車，南北兩線合併為三江線，此站成為三江線的車站。
- 1987年（昭和62年）4月1日 - 隨著國鐵分割民營化，成為西日本旅客鐵道所管轄的車站。
- 1999年（平成11年）3月 - JR西日本將石見簗瀨、川平、川戶及因原這四個站的列車交會設施拆除，因此從江津至濱原間僅剩下石見川本車站可交會列車[2]。
- 2004年（平成16年）7月10日 - 拆除自動售票機，從此除了起點站與終點站，三江線各站均無自動售票機。
- 2018年4月1日 - 因三江線全線停駛廢線，隨之停止營運而廢站。

## 車站構造

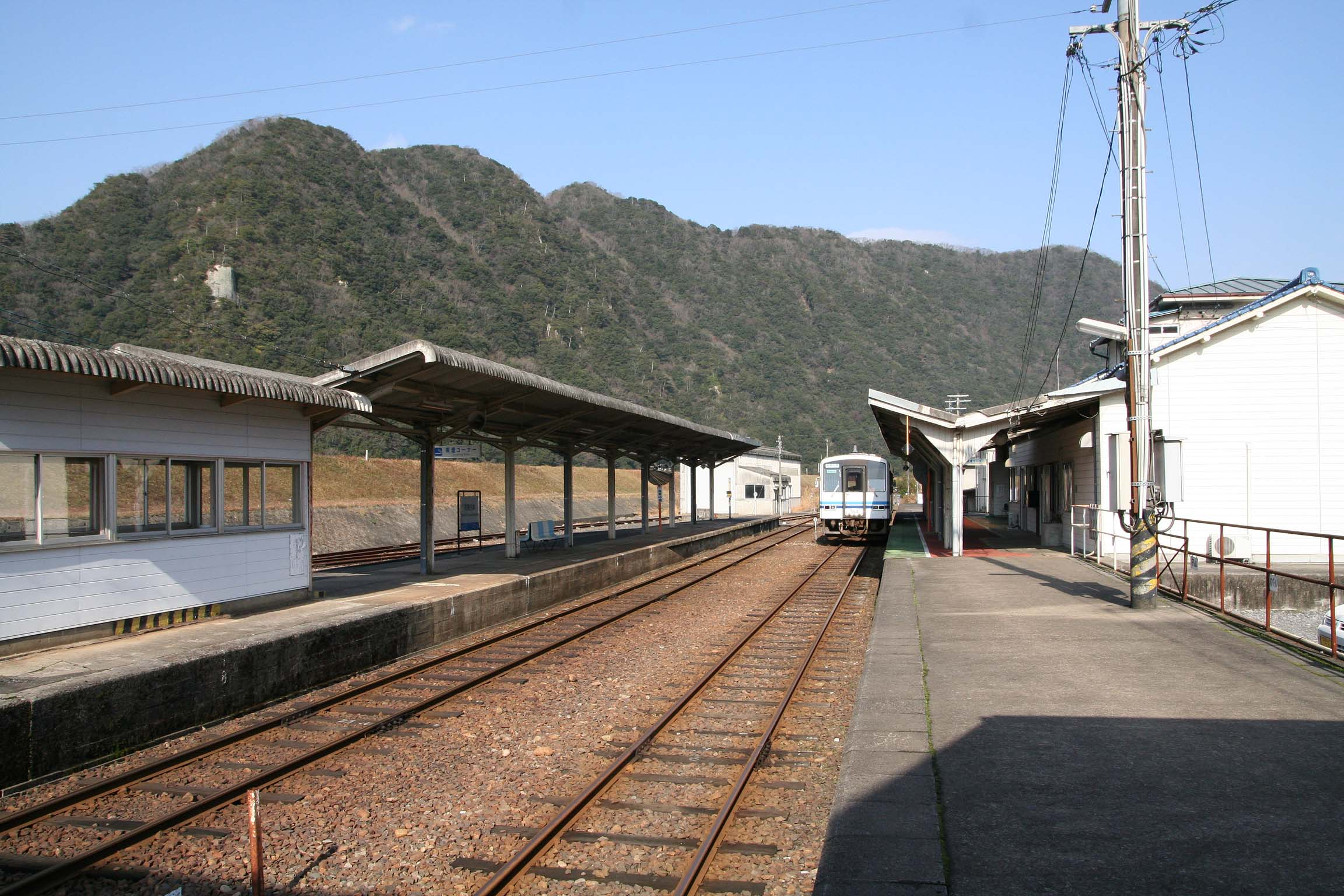
站場（2008年1月9日）

此站有兩股軌道、兩座側式月台，可交會列車。站房位於第1月台，設有跨線天橋連通第2月台，第2月台外側停放養路用車輛器材。站內有售票窗口，裝有POS終端連線售票，但自動售票機已於2004年7月拆除。
站外有石見交通等巴士業者的公車招呼站。

### 月台
| 月台 | 路線   | 方向 | 開往           |
| ---- | ------ | ---- | -------------- |
| 1    | 三江線 | 上行 | 江津方向       |
| 2    | 三江線 | 下行 | 濱原、三次方向 |

## 使用狀況
根據島根縣的統計資料與《三江線沿線地域公共交通網形成計劃》所記載之每日平均乘客人數如下：
| 乘車人數推移 | 乘車人數推移 |
| 年度         | 1日平均人數  |
| ------------ | ------------ |
| 1984         | 452          |
| 1994         | 249          |
| 1999         | 178          |
| 2000         | 168          |
| 2001         | 145          |
| 2002         | 137          |
| 2003         | 122          |
| 2004         | 101          |
| 2005         | 103          |
| 2006         | 90           |
| 2007         | 105          |
| 2008         | 96           |
| 2009         | 79           |
| 2010         | 62           |
| 2011         | 48           |
| 2012         | 35           |
| 2013         | 23           |
| 2014         | 23           |
| 2015         | 22           |

## 相鄰車站
西日本旅客鐵道（JR西日本）
 三江線
因原－石見川本－木路原

## 外部連結
- （日語） JR西日本（石見川本駅） （页面存档备份，存于）
- （日語） ぶらり三江線WEB：石見川本 - 三江線改良利用促進期成同盟会・三江線活性化協議会。